# Cry to Me
Cry to Me (englisch für Wein’ dich bei mir aus) ist ein 1961 von Bert Russell geschriebenes Lied, das erstmals 1962 von Solomon Burke auf seiner gleichnamigen Single publiziert wurde. Seine Version war auch in dem 1987 uraufgeführten Tanzfilm Dirty Dancing zu hören.

## Inhalt
Das Lied erzählt von einem Menschen, der offensichtliches Interesse an einer Person hat, die gerade von jemandem verlassen wurde und aus Liebeskummer einsam ist: When your baby leaves you all alone and nobody calls you on the phone, don’t you feel like crying? Well here I am, my honey. Come on, cry to me (deutsch Wenn dein Liebling dich ganz allein lässt und dich niemand anruft, ist dir dann nicht zum Weinen zumute? Nun, ich bin für dich da, mein Liebes. Komm her, wein’ dich bei mir aus).

## Coverversionen
Weitere Künstler, die das Lied auf Single herausbrachten, waren Betty Harris (1963), The Pretty Things (1965), Freddie Scott (1967). Loleatta Holloway (1974), Precious Wilson 1981 (unter dem Titel Cr-Cr-Cr-Cry to Me) und Skip Marley (2015).
Eine Reihe weiterer Künstler hat das Lied aufgenommen und auf einem Album veröffentlicht; so zum Beispiel die Rolling Stones 1965 auf Out of Our Heads, Huey Lewis & The News 2010 auf Soulsville, Jimmy Barnes 2016 auf Soul Searchin’ und IDLES 2018 auf Joy as an Act of Resistance.
Tom Jones sang das Lied 2021 live bei der britischen Gesangs-Castingshow The Voice UK.
Die Sängerin Iva Zanicchi feierte 1964 mit der italienischen Version Come ti vorrei ihren ersten Erfolg. 